# Campionat del Món de motocròs 1980
La temporada de 1980 del Campionat del Món de motocròs fou la 24a edició d'aquest campionat, organitzat per la FIM. El calendari oficial constava de 12 Grans Premis, celebrats entre el 13 d'abril i el 10 d'agost.

## Sistema de puntuació
Barem de puntuació de 1977 a 1983:
| Posició | 1  | 2  | 3  | 4 | 5 | 6 | 7 | 8 | 9 | 10 |
| Punts   | 15 | 12 | 10 | 8 | 6 | 5 | 4 | 3 | 2 | 1  |

| Resultats que computen |
| Totes les mànegues     |

## 500 cc

### Classificació final
| Posició | Pilot               | Motocicleta | Punts |
| ------- | ------------------- | ----------- | ----- |
| 1       | André Malherbe      | Honda       | 235   |
| 2       | Brad Lackey         | Kawasaki    | 221   |
| 3       | Håkan Carlqvist     | Yamaha      | 188   |
| 4       | André Vromans       | Yamaha      | 166   |
| 5       | Roger De Coster     | Honda       | 135   |
| 6       | Gerard Rond         | Suzuki      | 112   |
| 7       | Jean-Jacques Bruno  | Suzuki      | 68    |
| 8       | Graham Noyce        | Honda       | 55    |
| 9       | Ivan Van Den Broeck | Maico       | 49    |
| 10      | Jaak Van Velthoven  | KTM         | 43    |

## 250 cc

### Classificació final
| Posició | Pilot               | Motocicleta | Punts |
| ------- | ------------------- | ----------- | ----- |
| 1       | Georges Jobé        | Suzuki      | 218   |
| 2       | Kees Van Der Ven    | Maico       | 132   |
| 3       | Dimitar Rangelov    | Husqvarna   | 116   |
| 4       | Rolf Dieffenbach    | Honda       | 96    |
| 5       | Raymond Boven       | Husqvarna   | 95    |
| 6       | Jean-Claude Laquaye | SWM         | 88    |
| 7       | Jaroslav Falta      | ČZ          | 80    |
| 8       | Erkki Sundström     | Husqvarna   | 71    |
| 9       | Jean-Paul Mingels   | Yamaha      | 63    |
| 10      | Matti Tarkkonen     | Yamaha      | 56    |

Notes
1. ↑  70 segons altres fonts.
2. ↑  55 segons altres fonts.

## 125 cc

### Classificació final
| Posició | Pilot             | Motocicleta | Punts |
| ------- | ----------------- | ----------- | ----- |
| 1       | Harry Everts      | Suzuki      | 162   |
| 2       | Michele Rinaldi   | TGM         | 142   |
| 3       | Eric Geboers      | Suzuki      | 129   |
| 4       | Tetsumi Mitsuyasu | Yamaha      | 123   |
| 5       | Mark Velkeneers   | Yamaha      | 110   |
| 6       | Torao Suzuki      | Aprilia     | 88    |
| 7       | Matti Autio       | Honda       | 78    |
| 8       | Dario Nani        | Gilera      | 76    |
| 9       | Peter Groeneveld  | Honda       | 67    |
| 10      | Gaston Rahier     | Gilera      | 59    |
| 11      | Jacky Vimond      | Yamaha      | 30    |

Notes
1. ↑  147 segons altres fonts.
2. ↑  D'altres fonts documenten Velkeneers en quart lloc i Mitsuyasu en el cinquè, ambdós amb 113 punts.
3. ↑  93 segons altres fonts.
4. ↑  77 segons altres fonts.
5. ↑  D'altres fonts documenten Rahier en novè lloc i Groeneveld en el desè, ambdós amb 67 punts.

## Resum: Podi final 1980
|           | 500 cc          | 500 cc   | 250 cc           | 250 cc    | 125 cc          | 125 cc |
| Campió    | André Malherbe  | Honda    | Georges Jobé     | Suzuki    | Harry Everts    | Suzuki |
| Subcampió | Brad Lackey     | Kawasaki | Kees Van Der Ven | Maico     | Michele Rinaldi | TGM    |
| Tercer    | Håkan Carlqvist | Yamaha   | Dimitar Rangelov | Husqvarna | Eric Geboers    | Suzuki |